# Хусија (Салаж)
Хусија (рум. Husia) насеље је у Румунији у округу Салаж у општини Жибоу. Oпштина се налази на надморској висини од 215 m.

## Становништво
Према подацима из 2002. године у насељу је живело 294 становника.

### Попис2002.
| Расподела становништва по националности 2002.‍ | Расподела становништва по националности 2002.‍ | Расподела становништва по националности 2002.‍ | Расподела становништва по националности 2002.‍ | Расподела становништва по националности 2002.‍ |
| --------------------------------------------- | --------------------------------------------- | --------------------------------------------- | --------------------------------------------- | --------------------------------------------- |
|                                               |                                               |                                               |                                               |                                               |
| Румуни                                        | Румуни                                        |                                               | 272                                           | 92,5%                                         |
| Мађари                                        | Мађари                                        |                                               | 22                                            | 7,5%                                          |